# Candiru virus
Il candiru phlebovirus (CDUV) è una specie del genere Phlebovirus della famiglia Phenuiviridae nell'ordine Bunyavirales.   

## Varietà correlate
Il complesso antigenico di Candiru è costituito dal flebovirus di Candiru insieme a 70 specie di virus, dei quali 6 sono noti per essere patogeni per l'uomo. Di seguito ve ne sono alcuni:   
- Virus Alenquer
- Virus Itaituba
- Virus Morumbi
- Virus Nique
- Virus Oriximina
- Virus Serra Norte
- Virus Turuna